# حصن فيلي
قلعة الفيلي أو الحصن الفيلي، هُو حصن عسكري إسلامي قديم يقع شرق المدام بإمارة الشارقة في الإمارات العربية المتحدة.

في الواقع حصن الفيلي عبارة عن حصنين، حصن الفيلي الغربي وحصن الفيلي الشرقي. لكن تسمية حصن الفيلي ارتبطت أكثر بحصن الفيلي الشرقي، وهُو حصن بُني إبان القرن التاسع عشر. يقع حصن الفيلي الغربي على تل صغير في سهل المدام، وقد شُيد ليُحيط ببرج مراقبة يُسمى "المُربع"، وهذا الحصن حسب السكان المحليين بُني قبل حوالي 500 عام. يتصل الحصنان بقناتين مائيتين محفورتين تحت الأرض وفق نظام الأفلاج. استُخدم حصن الفيلي سابقا كمركز للشرطة، ويشهد على ذلك تواجد قسم مُتصل بمبنى الحصن جُدرانه ملساء وطريقة بنائه أكثر حداثة.
تقع بالقرب من حصن الفيلي بقايا سوق قديم، كان عبارة عن مبنى ذي سقف مسطح مُكون من أربع غرف. تتواجد كذلك عديد القبور على طول سهل المدام بالقُرب من الحصن. اكتُشفت في المنطقة أواني خزفية قديمة تمتد تاريخيا بين العصر الحديدي والقرن التاسع عشر.
شكل حصن الفيلي جُزءًا من ملف الشارقة لعام 2018 للانضمام لقائمة مواقع التراث العالمية لمُنظمة اليونسكو، والذي حمل عنوان "الشارقة، بوابة الإمارات المتصالحة". تضمن الملف أيضا مشروع قلب الشارقة، وقلعة الشارقة، والثكنات السابقة لكشافة ساحل عمان في منطقة المرقاب، إلى جانب مطار المحطة الذي كان أول مطار في الخليج، ومدينة خورفكان الساحلية. وواحة وادي الحلو. تُؤرخ كل هذه الأماكن لثقافة وأسلوب الحياة بمنطقة الشارقة خلال أواخر خمسينيات القرن الماضي.